# RFC Evere
RFC Evere was een Belgische voetbalclub uit Evere. De club was aangesloten bij de KBVB met stamnummer 410 en had groen-zwart als kleuren. De club speelde heel haar bestaan in de provinciale reeksen.

## Geschiedenis
In 1922 besloten de officieren van het Belgische Luchtmacht, gestationeerd op het oude vliegplein Haren/Evere een voetbalploeg op te richten, naar het voorbeeld van hun Britse collega's. Zo ontstond SC Evere; de spelers kregen de bijnaam "Les Aviateurs". Spoedig trok de jonge ploeg ook jongeren uit Evere aan. In 1934 kwam voor de eerste maal een niet-militair aan het hoofd van de club. Tot aan de Tweede Wereldoorlog bleef de club op het militaire vliegveld spelen.
In 1945 fusioneerde de club met een ander team, Evere HO, en vormde zo SC Evere HO. In 1989 fusioneerde de ploeg met US Young Fellows Evere, en in 1994 werd Red Star Evere ook opgeslorpt. Het stamnummer 410 bleef behouden. 
In 2011 werd Evere kampioen in de Tweede Provinciale en promoveerde naar het hoogste provinciale niveau. Evere eindigde er dat eerste seizoen als 13de. Na dit eerste seizoen besloot men echter samen te gaan met een andere groeiende Brusselse club, RUS Albert Schaerbeek (RUSAS). De nieuwe club ging verder als Crossing Schaerbeek Evere met stamnummer 4070 van het RUSAS. Stamnummer 410 van Evere werd geschrapt. Voetbalclub RRC d'Etterbeek, aangesloten met stamnummer 311, kocht het stamnummer 410 van Evere en ging in Eerste Provinciale spelen.

## Bekende oud-spelers
- Pitou Goosens
- Didier De Bondt
- Mario Walraevens
- Willy De Bouw
- Steve Taveirne
- Michy Batshuayi
- / Rogerio Benjamin De Oliveira
- Aaron Leya Iseka
- Roméo Affessi